# Myllenyxis sinensis
Myllenyxis sinensis là một loài tò vò trong họ Ichneumonidae.